# Mickey Finn (percussionniste)
Pour les articles homonymes, voir Mickey Finn.
Mickey Finn (3 juin 1947 à Thornton Heath - 11 janvier 2003 à Croydon) est un percussionniste britannique surtout connu comme percussionniste de T. Rex entre 1969 à 1975. Prenant la place de Steve Peregrin à partir de l'album A Beard Of Stars, il est mort à l'âge de 55 ans dans un hôpital de Croydon (Londres) des suites de problèmes au foie et aux reins.
On retrouve son nom sur des hits de T. Rex comme Ride A White Swan, Hot Love, Jeepster, Get It On, Telegram Sam, Metal Guru. Finn avait remplacé dans le groupe le légendaire Steve Peregrin Took dont le leader Marc Bolan avait déclaré : « He can't sing… but he looks superb ».
Le batteur passe ses dernières années sur les routes, avec son groupe « Mickey Finn's T Rex », dont un des membres n'est autre que Rolan Bolan, le propre fils de Marc Bolan.